# Diocesi di Saint-Paul-Trois-Châteaux

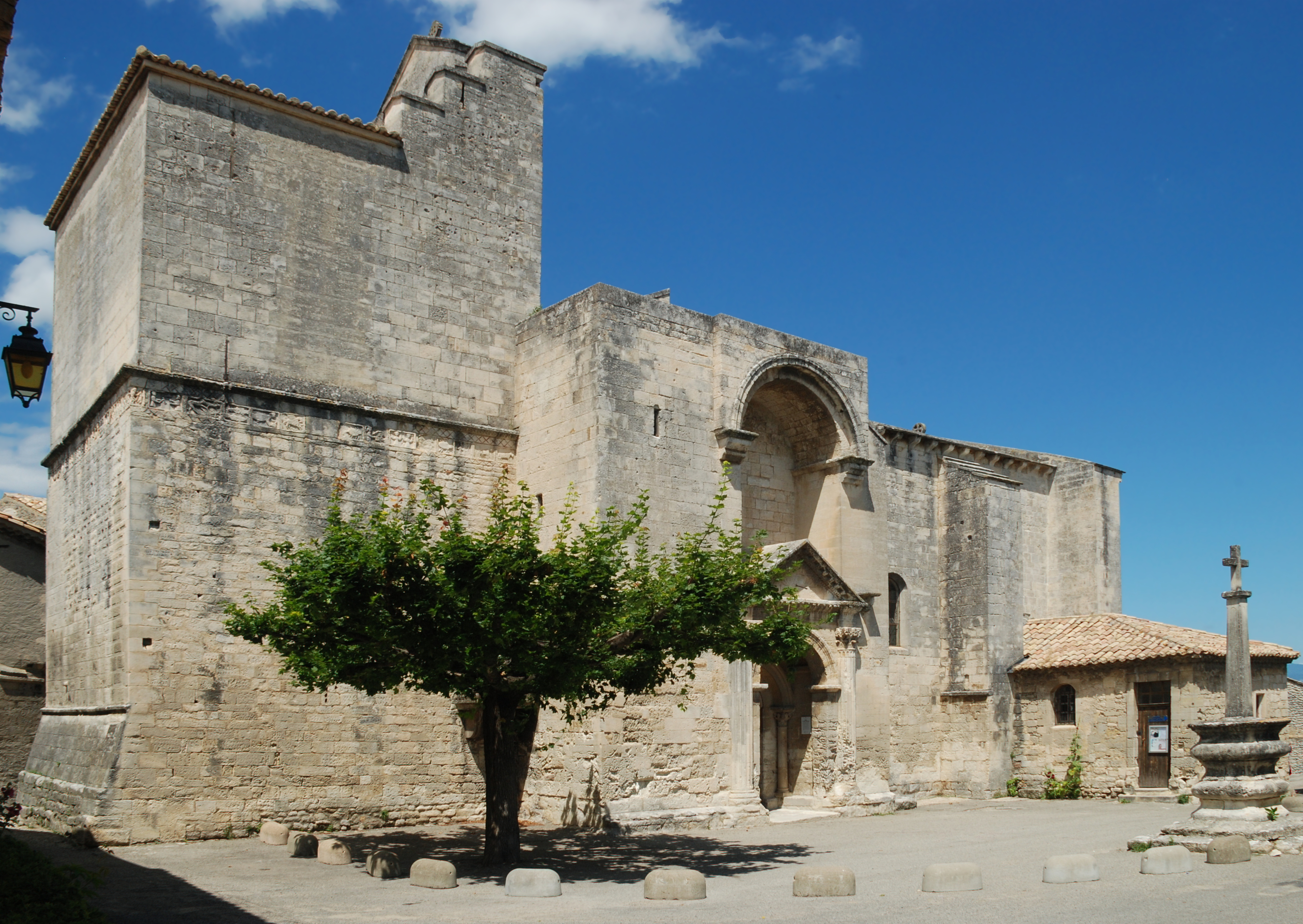
La chiesa di San Restituto (XI-XII secolo).

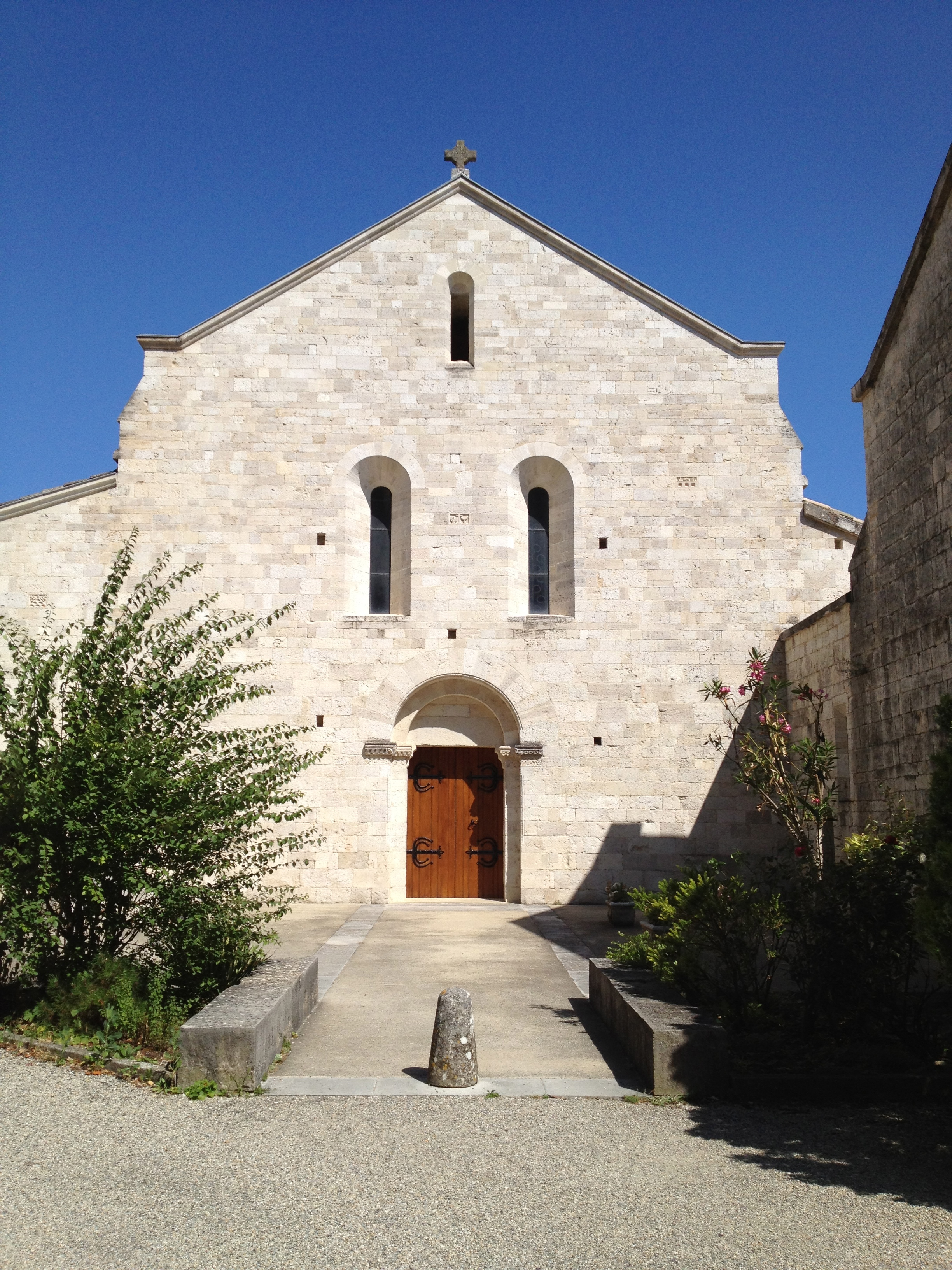
La chiesa dell'abbazia cistercense di Aqua bella, oggi Aiguebelle nel comune di Montjoyer, attestata nel XII secolo.

La diocesi di Saint-Paul-Trois-Châteaux (in latino: Dioecesis Tricastinensis) è una sede soppressa della Chiesa cattolica.

## Territorio
La diocesi confinava a nord con quella di Valence, a nord-est con la diocesi di Die, a sud-est con quella di Vaison, a sud con la diocesi di Orange, a sud-ovest con quella di Uzès e a nord-ovest con la diocesi di Viviers.
Sede vescovile era la città di Saint-Paul-Trois-Châteaux nell'attuale dipartimento della Drôme, dove fungeva da cattedrale la chiesa di Nostra Signora Assunta e San Paolo.
Nel 1743 la diocesi comprendeva 33 parrocchie, la maggior parte nel Delfinato, mentre altre si trovavano nel Contado Venassino e altre in Provenza.

## Storia
L'antica città romana di Augusta Tricastinorum divenne sede di una diocesi della provincia romana della Gallia Viennense attorno al IV secolo. Il primo vescovo storicamente documentato è Fiorenzo, che partecipò al concilio di Epaon del 517. Gallia christiana aggiunge prima di Fiorenzo una serie di 10 santi, venerati nel Paese ma non necessariamente vescovi. Tra questi santi, spicca la figura di san Paolo, all'origine del nome di Saint-Paul-Trois-Châteaux, che potrebbe essere identificato con il vescovo Paolo, che prese parte al concilio di Valence del 374.
A partire dal V secolo, è documentato che la diocesi era una suffraganea dell'arcidiocesi di Arles, alla cui provincia ecclesiastica rimase unita fino alla rivoluzione francese.
A causa delle devastazioni operate dai Saraceni, all'epoca di papa Gregorio IV e del vescovo Bonifacio (prima metà del IX secolo), la diocesi di Orange fu unita a quella di Saint-Paul-Trois-Châteaux. Le sedi risultano essere separate nella seconda metà del X secolo (durante gli episcopati di Ponzio III e Aldrico di Orange), per poi essere nuovamente unite fino all'epoca del vescovo Pons III, quando papa Pasquale II, nel 1107, stabilì la definitiva separazione delle due sedi.
Verso la metà del XII secolo fu cominciata la costruzione della cattedrale, ultimata verso il 1220. Risale allo stesso periodo la costruzione a Saint-Restitut della chiesa dedicata a San Restituto, ritenuto il fondatore della diocesi.
La diocesi fu soppressa in seguito al concordato con la bolla Qui Christi Domini di papa Pio VII del 29 novembre 1801 e il suo territorio incorporato in quello dell'arcidiocesi di Avignone e della diocesi di Valence.
Un decreto della Sacra Congregazione Concistoriale del 12 giugno 1911 autorizzò il vescovo di Valence e i suoi successori ad aggiungere al loro titolo quello della sede soppressa di Saint-Paul-Trois-Châteaux.

## Cronotassi dei vescovi
- San Restituto ? †
- San Giusto ? †
- San Sulpizio ? †
- Sant'Eusebio I ? †
- San Torquato ? †
- San Paolo ? † (menzionato nel 374)
- San Bonifacio ? †
- Sant' Amato ? †
- San Castorino ? †
- San Michele ? †
- San Florenzio † (prima del 517 - dopo il 518/523[2])
- Eraclio † (prima del 527 - dopo il 541)
- Vittore † (prima del 570 - dopo il 581)
- Eusebio II † (prima del 584 - dopo il 585)
- Agricola † (menzionato nel 614)[3]
- Betto † (menzionato nel 650)[4]
- Bonifacio † (circa 820 - circa 839 deceduto)[5]
- Laudone † (febbraio o marzo 839 - ?)
- Ponzio I † (852 - ?)[6]
- Gemardo † (menzionato nell'879)
- Ebroino † (menzionato nel 910)
- Ponzio II † (914 - ?)
- Udalric † (prima del 1020 - 1056)
- Martin † (menzionato nel 1056)
- Géraud d'Asteri † (all'epoca di papa Alessandro II)
- Pons III † (1098 - dopo il 1134)[7]
- Guillaume (Hugues ?) † (circa 1142 - dopo il 1179)
- Bertrand de Pierrelatte † (prima del 1189 - 1206 dimesso)
- Gaucerand † (1206 - 10 maggio 1210 o 1211 deceduto)
- Geoffroy de Vogüé † (1211 - gennaio 1233 dimesso)
- Laurent † (prima del 1240 - 1251 deceduto)
- Bertrand de Clansayes † (1251 - circa 1288 deceduto)
- Benoit † (1288 - dopo il 1289)
- Guillaume d'Aubenas † (circa 1293 - 1309)
- Dragonet d'Artaud de Montauban † (circa 1310 - 31 agosto 1328 nominato vescovo di Gap)
- Hugues Aimery † (6 settembre 1328 - 5 agosto 1348 deceduto)
- Guillaume Guitard † (14 agosto 1348 - 4 novembre 1349 nominato vescovo di Lisieux)
- Jean Coci, O.E.S.A. † (4 novembre 1349 - 1361 deceduto)
- Jacques Artaud † (10 luglio 1364 - 10 aprile 1366 nominato vescovo di Gap)
- Raimond Geoffroy de Castellane † (15 settembre 1367 - circa 1378 deceduto)
- Aimar Fabri de La Roche, O.P. † (10 novembre 1378 - 12 luglio 1385 nominato vescovo di Ginevra)
- Jean de Murol † (12 luglio 1385 - 1388 dimesso)
- Dieudonné d'Estaing † (23 dicembre 1388 - 1411 ? deceduto)
  - Hugues de Theissiac † (18 febbraio 1411 - 1445 deceduto) (amministratore apostolico)
  - Romanet Velheu † (3 febbraio 1445 - 1450 deceduto) (amministratore apostolico)
  - Juan de Segovia † (21 luglio 1449 - ?) (vescovo eletto)[8]
- Étienne Genevès † (11 maggio 1450 - 1470 deceduto)
  - Imbert de Laye † (27 settembre 1473 - ? deceduto) (amministratore apostolico)
- Astorg Aimery † (14 agosto 1478 - 11 dicembre 1480 nominato arcivescovo di Vienne)
- Jean de Sirac (o Siret), O.Cart. † (11 dicembre 1480 - 1482 deceduto)
- Guillaume Adhémar de Monteil † (18 agosto 1482 - giugno 1516 deceduto)
- Antoine de Lévis de Château-Morand † (10 settembre 1516 - 8 gennaio 1526 nominato vescovo di Embrun)
- Michel d'Arandia † (8 gennaio 1526 - 1539 deceduto)
- Jean de Joly † (21 aprile 1539 - novembre 1578 deceduto)
- Thomas Pobel † (7 settembre 1579 - ? dimesso)
- Antoine Gaume † (14 gennaio 1585 - 1598 deceduto)
- Antoine de Cros † (19 luglio 1599 - 24 febbraio 1630 deceduto)
- François Adhémar de Monteil de Grignan † (16 dicembre 1630 - 16 gennaio 1645 nominato arcivescovo di Arles)
- Jacques Adhémar de Monteil de Grignan † (20 marzo 1645 - 1658 dimesso)
- Claude Ruffier, O.Cist. † (8 luglio 1658 - 16 marzo 1674 deceduto)
- Luc d'Acquin † (11 giugno 1674 - 17 marzo 1681 nominato vescovo di Fréjus)
- Louis-Aube de Roquemartine † (25 maggio 1682 - 19 settembre 1713 deceduto)
- Joseph-Maurel du Chaffaut † (9 luglio 1714 - 10 marzo 1717 deceduto)
- Claude-Ignace-Joseph de Simiane de Gordes † (27 giugno 1718 - 1743 dimesso)
- Pierre-François-Xavier de Reboul de Lambert † (16 dicembre 1743 - 13 marzo 1791 deceduto)
  - Sede vacante (1791-1801)